# القريتان (القصيم)
القريتان، هو موقع أثري. يقع في منطقة القصيم وسط المملكة العربية السعودية.

## الوصف
ذكر الأصفهاني أن القريتان من قرى القصيم، ويعرفان بقريتي ابن عامر٬ وهما لولد جعفر بن سليمان٬ إحداهما يقال لها العسكرة٬ وعلى الرغم من أن القريتان كانتا دومًا تذكران في سياق واحد وكأنهما موقع واحد٬ إلا أنهما في الواقع تمثلان قريتين منفصلتين بينهما مسافة تبلغ نحو 6 كم٬ الأولى تعرف بـ القرية وتقع شرقي محافظة عنيزة٬ وتبعد عنها نحو 5 كم٬ وينتهي حداها الجنوبي والشرقي في بلدة الزغيبية ٬وهي واقعة على الضفة الجنوبية من مجرى وادي الرمة. أما القرية الأخرى فهي العسكرة٬ وتقع شمال محافظة عنيزة٬ وتبعد بمقدار 3 كم عن موقع العيارية.
تشح في الوقت الراهن البقايا الأثرية في كلا الموقعين٬ وإن كانت الأولى تحتوي على بركة مائية وبعض الأساسات الجدارية التي اختفت نتيجة التوسع العمراني٬ وتعبيد الطرق الأسفلتية. أما العسكرة فلاتزال تحتفظ ببعض بقايا أساسات الجدران التي تزحف عليها المنشآت الز ارعية سريعًا. كما تظهر على سطح الموقع كسر الفخار والخزف بشكل كبير٬ وكانت تعرف عند الأهالي بـ الملقطة لكثرة ما يلتقط فيها من المواد الأثرية.

## انظر ايضاً
- عنيزة

## وصلات خارجية
- بين عنيزة والقريتين: تأملات في طريق الحج البصري عند محاذاته عنيزة ( -1 2).